# تخته یورد
تخته یورد یک منطقهٔ مسکونی در ایران است که در شهرستان ماه‌نشان استان زنجان واقع شده‌است. تخته یورد ۴۲۹ نفر جمعیت دارد.